# Demonoid
Demonoid — приватний торрент-трекер, один з найбільших трекерів у світі, з липня 2019 року публічний торрент-трекер. За час свого існування сайт переживав періоди тривалого простою через випадкову потребу переміщення сервера, як правило, через скасування послуги ISP через місцевий політичний тиск.
В серпні 2018 року було оголошено про випадкову смерть її засновника Деймоса. Після цієї події веб-сайт було закрито 17 вересня 2018 року. У липні 2019 року співробітники Demonoid запустили нову версію веб-сайту, щоб відродити проект.

## Історія
Demonoid був заснований 21 квітня 2003 року мексиканським інтернет-користувачем, відомим під псевдонімом «Деймос» (Deimos). Спочатку він працював як повністю приватний трекер BitTorrent із періодичними періодами відкритих реєстрацій. З середини 2000-х років Demonoid став одним із найбільших трекерів у світі разом із The Pirate Bay, що призвело до збільшення правових погроз від власників авторських прав.
9 листопада 2007 року сайт закрився під тиском канадської звукозаписної асоціації. У квітні 2008 року торрент знову відроджено на серверах українського провайдера Colocall Ltd. Але з невідомих причин на нього закрито доступ з українських IP. Є припущення, що це зроблено для того, щоб захистити себе від проблем з українською владою.
6 серпня 2012 року сервера Demonoid було заарештовано українською владою, а сайт знову закрито. 13 серпня 2012 року домени demonoid.com, demonoid.me і demonoid.ph були виставлені на продаж. 12 листопада 2012 року трекер знову запрацював.
З 8 травня 2013 року трекер був доступний за адресою d2.vu, але існує імовірність, що це був фішинг. З 1 квітня 2014 року трекер знову запрацював за адресою www.demonoid.pw. З липня 2018 року трекер знову недоступний, а з 22 травня 2019 року функціонує за адресою demonoid.info, але без збереження баз даних користувачів та роздач попереднього трекера.

## Зміни доменного імені
2 грудня 2010 року Demonoid змінив свій домен з .com на адресу .me, щоб уникнути арешту урядом США. У квітні 2012 року веб-сайт змінив свій домен на .ph TLD і запустив відкриту бета-версію нового сайту на Demonoid.me. 15 червня 2012 року Demonoid повернувся до свого попереднього домену .me, але через тиждень повернувся до домену .ph. Востаннє веб-сайт і трекер Demonoid були недоступні в липні 2012 року на майже два роки, що стало найдовшою перервою за всю історію. На момент виходу з мережі Demonoid розміщувався в інтернет-провайдера в Україні. Подальші ознаки активності не призвели до нових подій до 29 березня 2014 року, коли сайт знову запрацював. Тепер відроджений сайт використовує віддалений сервер.
7 травня 2013 року d2, неофіційний веб-сайт, заснований на базах даних Demonoid, почав працювати на d2.vu, а хостинг надав американський сервіс RamNode. Приблизно в листопаді 2013 року веб-сайт із логотипом Demonoid і написом «Ми перебудуємо!» вийшов у мережу на домені .com, а домени .me та .ph почали перенаправляти на нього веб-трафік, що вказує на те, що всі вони перебувають під контролем одного власника. У січні 2014 року в домені .com з’явився трекер, який обслуговував старі торренти. 29 березня 2014 року Demonoid повернувся в мережу в домені demonoid .ph. 3 грудня 2014 року доменне ім’я було змінено на demonoid .pw . 
17 лютого 2019 року було зроблено офіційну заяву про те, що право власності на demonoid.pw було втрачено та уникати його відвідування. У серпні 2019 року Demonoid повернувся в мережу на dnoid.to з періодичною реєстрацією.
2 листопада 2019 року веб-сайт переїхав на домен demonoid.is, щоб дистанціюватися від шахраїв.

### Сайт з іменем d2
Під час простою Demonoid 7 травня 2013 року було запущено неофіційний веб-сайт, заснований на базах даних Demonoid. Сайт запрацював за адресою d2.vu, а хостинг надав американський сервіс RamNode. Адміністратори d2 заявили: «Ніхто з колишніх адміністраторів не брав участі в цьому ребрендингу чи запуску. Ця спроба є незалежною та виконується виключно на благо спільноти».
Базуючись на резервній копії Demonoid, d2 містив базу даних Demonoid для торрентів і користувачів. Усі раніше зареєстровані користувачі Demonoid могли увійти, використовуючи свої вже існуючі облікові записи Demonoid, поки генерувалися нові коди запрошень. На відміну від Demonoid, d2 не мав форумів користувачів, а для мінімізації юридичних ризиків на сайті не було торрент-трекера; натомість усі торенти використовували публічні трекери. Зрештою RamNode припинив розміщення d2, і в серпні 2013 року d2.vu було розміщено на сервері у Швеції. d2 закрився 30 березня 2014 року, коли Demonoid повернувся.

## Реєстрація
Зареєструватись можна у будь-який час, якщо отримати запрошення від зареєстрованого користувача. Іноді реєстрація відкривається на обмежений період (зазвичай на початку кожного місяця).

## Особливості
Demonoid має RSS канали для кожного розділу та їх підрозділів. Відстежується та відображається рейтинг завантаженого/відданого, але в даний час не вживається жодних дій щодо користувачів з низьким рейтингом . Раніше трекер банив користувачів з низьким рейтингом, але відмовився від цього через малу точність системи для деяких користувачів, наприклад користувачів з динамічними IP адресами.  Demonoid забороняє посилання на торренти, що містять порнографічні матеріали та шкідливе програмне забезпечення.